# (9717) Людвасилия
(9717) Людвасилия (лат. Lyudvasilia) — типичный астероид главного пояса, открыт 24 сентября 1976 года советским астрономом Николаем Черных в Крымской астрофизической обсерватории и 2 сентября 2001 года назван в честь писателя и востоковеда Людмилы Шапошниковой.

## Обнаружение и именование
(9717) Людвасилия
Открыт 24 сентября 1976 года в Крымской астрофизической обсерватории Н. С. Черных.
Востоковед и писательница Людмила Васильевна Шапошникова (р. 1926) исследует творчество Николая Рериха и опубликовала книги и статьи по культуре Индии и философским проблемам наследия Рерихов. Она является основателем и директором Международного центра и музея Рерихов в Москве.
Оригинальный текст (англ.)9717 Lyudvasilia
Discovered 1976 Sept. 24 by N. S. Chernykh at the Crimean Astrophysical Observatory.
Lyudmila Vasilʹevna Shaposhnikova (b. 1926), orientalist and writer, investigates the creative works of Nicholas Roerich and has published books and papers on the culture of India and philosophical problems of the Roerich legacy. She is the founder and director of the Roerich International Center and Museum in Moscow.
Источники: 20010902/MPCPages.arc; M.P.C. 43381.

## Орбита

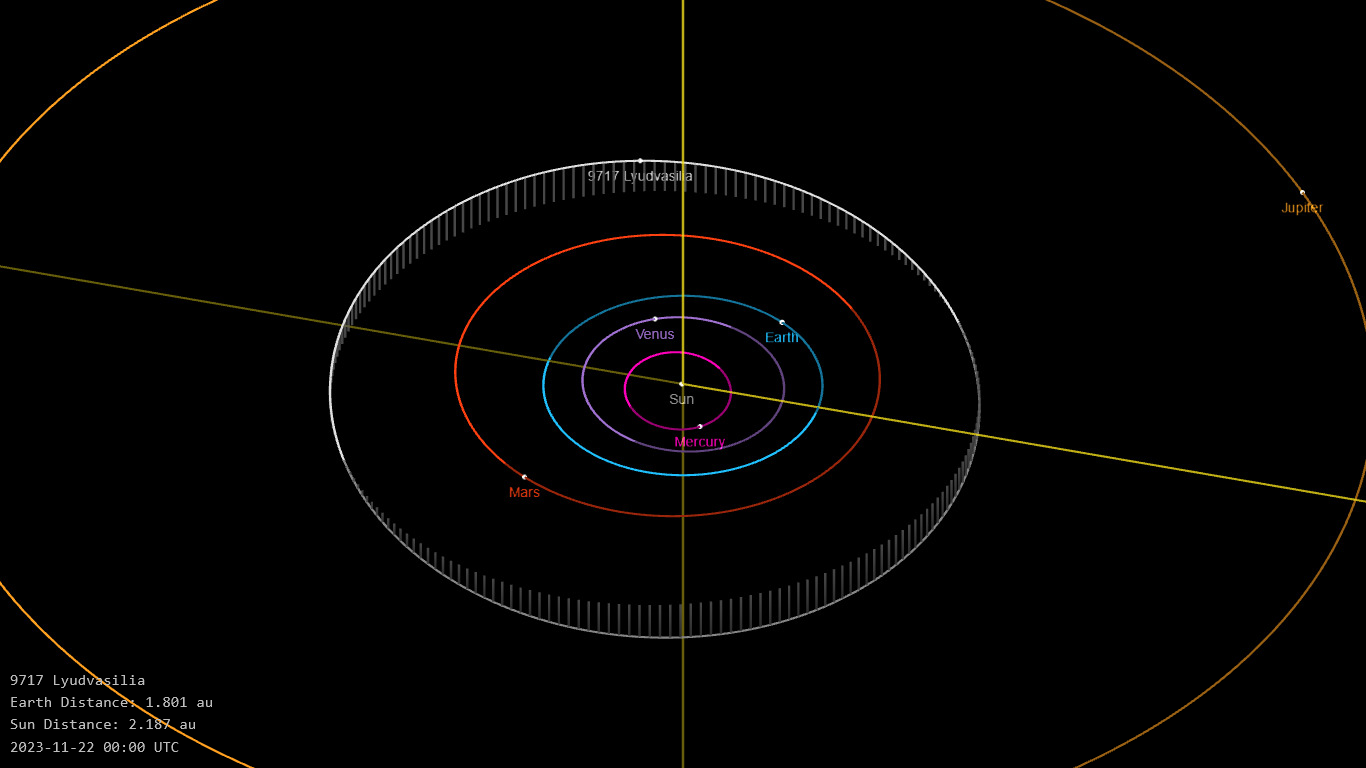
Орбита астероида Людвасилия и его положение в Солнечной системе

## Физические характеристики
Астероид относится к таксономическому классу V.
По результатам наблюдений в видимом и ближнем инфракрасном диапазоне космического телескопа NEOWISE диаметр астероида оценивался равным 4,874±0,047 км. Согласно тем же источникам альбедо оценивается как 0,2246±0,0619 и 0,225±0,062.